# Ingo Voge
Ingo Voge (Falkensee, RDA, 14 de febrero de 1958) es un deportista de la RDA que compitió en bobsleigh en la modalidad cuádruple.
Participó en dos Juegos Olímpicos de Invierno, obteniendo dos medallas en la prueba cuádruple, plata en Sarajevo 1984 (junto con Bernhard Lehmann, Bogdan Musiol y Eberhard Weise) y plata en Calgary 1988 (con Wolfgang Hoppe, Dietmar Schauerhammer y Bogdan Musiol).
Ganó dos medallas en el Campeonato Mundial de Bobsleigh, oro en 1985 y bronce en 1989, y tres medallas en el Campeonato Europeo de Bobsleigh entre los años 1983 y 1986.

## Palmarés internacional
| Juegos Olímpicos   | Juegos Olímpicos           | Juegos Olímpicos  | Juegos Olímpicos |
| Año                | Lugar                      | Medalla           | Prueba           |
| ------------------ | -------------------------- | ----------------- | ---------------- |
| 1984               | Sarajevo (Yugoslavia)      | Medalla de plata  | Cuádruple        |
| 1988               | Calgary (Canadá)           | Medalla de plata  | Cuádruple        |
| Campeonato Mundial |                            |                   |                  |
| Año                | Lugar                      | Medalla           | Prueba           |
| 1985               | Cervinia (Italia)          | Medalla de oro    | Cuádruple        |
| 1989               | Cortina d'Ampezzo (Italia) | Medalla de bronce | Cuádruple        |
| Campeonato Europeo |                            |                   |                  |
| Año                | Lugar                      | Medalla           | Prueba           |
| 1983               | Sarajevo (Yugoslavia)      | Medalla de plata  | Cuádruple        |
| 1985               | Sankt Moritz (Suiza)       | Medalla de plata  | Cuádruple        |
| 1986               | Igls (Austria)             | Medalla de plata  | Cuádruple        |